# Bahnhof Ferencváros

Der Bahnhof Ferencváros (bis 2010 Budapest-Ferencváros) ist ein Bahnhof in Budapest. Der angeschlossene Rangierbahnhof ist der größte in Ungarn.

## Lage
Der Bahnhof liegt im gleichnamigen Stadtteil Ferencváros (deutsch Franzstadt), dem IX. Budapester Bezirk. Die Anlagen des Personen- und Rangierbahnhofes erstrecken sich jeweils über eine Länge von etwa zwei Kilometern in Ost-West- bzw. Nord-Süd-Richtung.

## Personenbahnhof

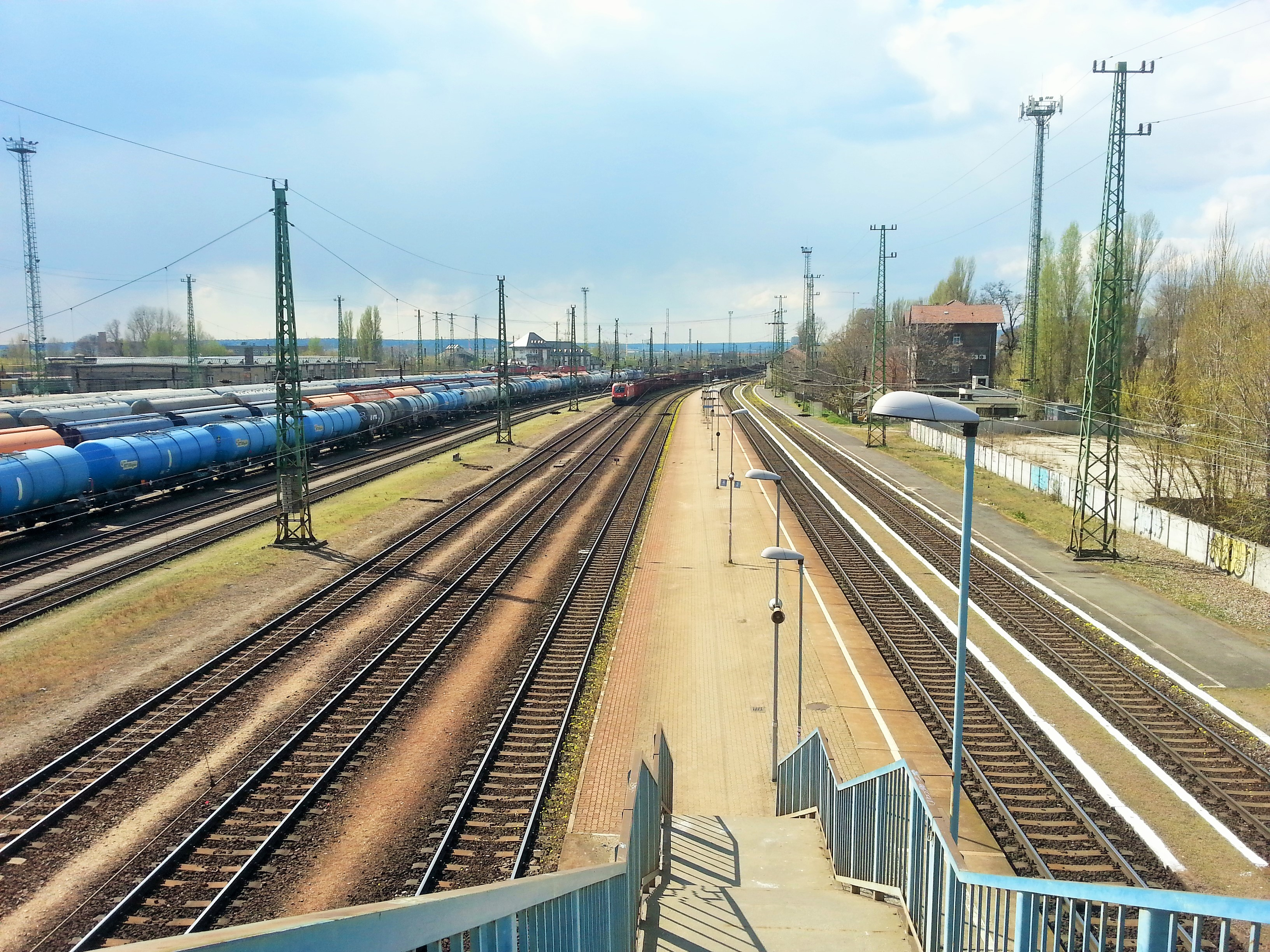
Bahnsteige im Personenbahnhof (2021)

### Geschichte
Der Bahnhof wurde 1877 mit Fertigstellung der Eisenbahnverbindungsbrücke (ungarisch Összekötő vasúti híd), die die Stadthälften links und rechts der Donau verbindet, in Betrieb genommen. Er war zunächst an die benachbarten Bahnhöfe Budapest-Józsefváros und Kőbánya felső sowie Budapest-Kelenföld angeschlossen, 1884 folgte die Anbindung an den neuen Bahnhof Budapest-Keleti sowie der Lückenschluss auf der Strecke in Richtung Komárom, die nun durchgängig bis Wien führte. Bereits 1882 wurde die von Ferencváros in Richtung Süden führende Strecke nach Subotica eröffnet.
Außerdem wurden in dieser Zeit mehrere Betriebsstellen für den Güterverkehr am Donauufer und im Stadtzentrum eingerichtet, wie der Güterbahnhof Budapest-Dunapart teherpályaudvar und die Ladestelle Budapest-Ferencváros Marhavásártér, die von Ferencváros aus an das Streckennetz angeschlossen waren. Zudem folgten 1884 bzw. 1889 Verbindungsbahnen nach Kőbánya-Hizlaló und Budapest-Józsefváros; erstere wurde 1928 nach Kőbánya-Kispest neu trassiert. 1932 wurden die Bahnhofsanlagen von Ferencváros elektrifiziert und der elektrische Zugbetrieb zwischen Budapest-Keleti und Komárom aufgenommen; erst 1979 folgte die Strecke nach Subotica.

### Aufbau
Der Bahnhof besitzt 19 Hauptgleise, von denen acht ausschließlich als Annahmegleis dienen. Dazu kommen einige Stumpf- und Nebengleise; die von hier angeschlossenen Ladestellen am Donauufer wurden 1992 geschlossen, es besteht jedoch weiterhin eine Gleisverbindung zu einem Depot der Straßenbahn Budapest.
Die Personenverkehrsanlagen bestehen aus einem breiten Mittelbahnsteig an den Gleisen 3 und 4, der über einen Treppenabgang von der Fußgängerüberführung erreichbar ist, sowie dem Hausbahnsteig, der einen Zu- und Ausstieg von Gleis 2 ermöglicht. Der Bahnhof wird von einem 1993 in Betrieb genommenen Gleisbildstellwerk des Typs Integra Domino D70 gesteuert.

### Betrieb
Der Bahnhof wird halbstündlich durch Nahverkehrszüge der Linien S36 und G43 bedient, welche zwischen Kőbánya-Kispest und Martonvásár bzw. Székesfehérvár verkehren; zwischen Budapest-Kelenföld und Tárnok jeweils auf einer der beiden parallel verlaufenden Strecken. In den Hauptverkehrszeiten halten auch einzelne Züge nach Budapest-Keleti und in Richtung Győr in Ferencváros, im Fernverkehr ausschließlich das Nachtzugpaar Gy 346/347 Dacia Bukarest–Wien.
Auf der Strecke in Richtung Süden verkehrten die Züge ebenfalls in einem Stundentakt als S25 nach Kunszentmiklós-Tass, ergänzt durch einige Eilzüge nach Kelebia, die teilweise weiter in die serbische Grenzstadt Subotica fuhren, sowie einem internationalen Eilzug nach Belgrad. Aufgrund von Bauarbeiten ist der Zugverkehr seit dem 1. Mai 2022 ausgesetzt; es findet ein Schienenersatzverkehr statt.
| Linie | Zuglauf | Taktfrequenz (min)         | Beförderer | Fahrzeug- einsatz |
| ----- | --- | -------------------------- | ---------- | ----------------- |
| S36   | Kőbánya-Kispest – Ferencváros – Budapest-Kelenföld – Érd alsó – Tárnok – Martonvásár                             | 60                         | MÁV-START  | 415               |
| G43   | Kőbánya-Kispest – Ferencváros – Budapest-Kelenföld – Érd felső – Tárnok – Martonvásár – Gárdony – Székesfehérvár | 60                         | MÁV-START  | 415               |
| G10   | Budapest-Keleti – Ferencváros – Budapest-Kelenföld – Budaörs – Tatabánya – Komárom – Győr (– Hegyeshalom)        | einzelne Züge an Werktagen | MÁV-START  | 415               |

Für die ankommenden Güterzüge befinden sich zwei Rangierlokomotiven im Bereitschaftsdienst: eine Diesellokomotive der Baureihe M44 sowie eine Elektrolokomotive der Baureihe V46.

## Rangierbahnhof

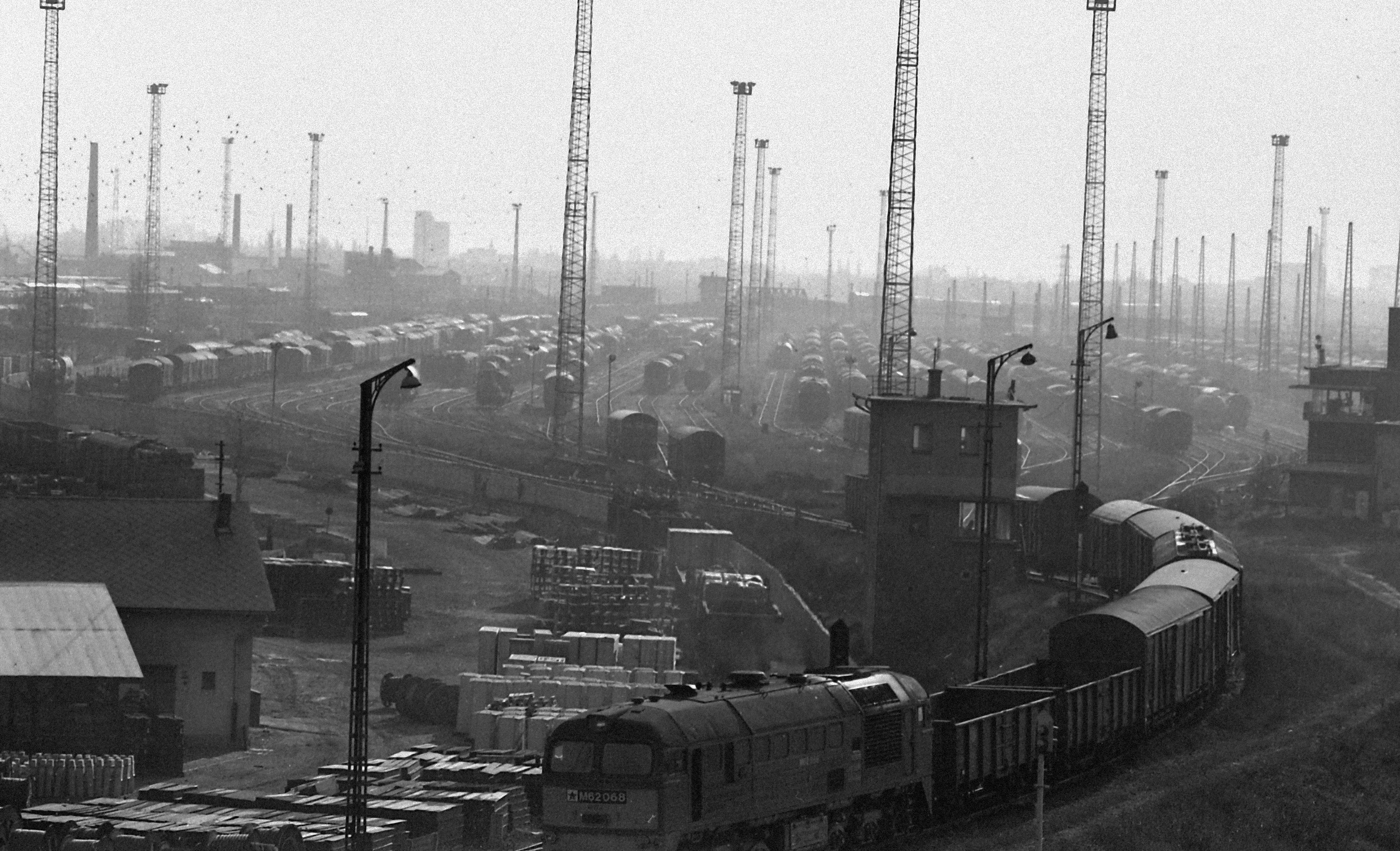
Abdrücken von Güterwagen über den westlichen Ablaufberg (1983)

### Geschichte
Zur Entlastung der bestehenden Anlagen wurde 1954 ein weiterer Ablaufberg mit eigenen Richtungsgleisen in Betrieb genommen und als östlicher Rangierbahnhof (Keleti rendező) bezeichnet. 1982 wurden auf diesem Dowty-Retarder-Gleisbremsen eingebaut.
Neben Ferencváros übernehmen in Budapest auch die Bahnhöfe Rákosrendező und Soroksári út rendező Zugbildungsaufgaben. 2003 wurde zudem der Containerbahnhof Soroksár-Terminál eröffnet, der den Güterverkehr des Bahnhofes Budapest-Józsefváros übernahm, welcher zwei Jahre später nach Wegfall der letzten Personenverkehrsleistungen stillgelegt wurde. Mit Schließung der Schlachthöfe sowie vieler Industriebetriebe, die ursprünglich am Stadtrand erbaut worden waren, sich aber durch das Stadtwachstum nun mitten in den Wohngebieten befanden, ging das Verkehrsaufkommen ab Ende der 1980er Jahre auf allen Rangierbahnhöfen stark zurück; 1996 wurde der westliche Ablaufberg von Ferencváros stillgelegt.

### Aufbau
Der Rangierbahnhof schließt sich südlich des Personenbahnhofes an und ist in einen westlichen (Nyugati rendező) und einen östlichen (Keleti rendező) Bahnhofsteil getrennt. Die Verbindung beider Bahnhofsteile an der Südspitze des Bahnhofes mit den Ausziehgleisen und dem östlichen Ablaufberg wird als Gubacsi rendező bezeichnet.
Der östliche Rangierbahnhof besitzt 32 Richtungsgleise, der westliche 22 Gleise, die in Ein- und Ausfahrgruppen eingeteilt sind. Zusammen mit den 28 Talgleisen des stillgelegten westlichen Ablaufberges war dieser wesentlich größer als der östliche. Die Wagen wurden im Gegensatz zum anderen Ablaufberg von Norden her ablaufen gelassen; einige der ehemaligen Talgleise werden heute noch zum Abstellen von Wagen genutzt. Im Bahnhofsteil Gubacsi rendező befinden sich mehrere Ausziehgleise, von denen eines der Ausgangspunkt des als Kis-Burma bezeichneten Abschnittes der ehemaligen strategischen Bahn „Burma-vasút“ war, die im Falle einer Unbenutzbarkeit der vorhandenen Strecke eine Verbindung von Ferencváros nach Soroksár sichern sollte. Ebenfalls in Gubacsi rendező befindet sich der östliche Ablaufberg, welcher seinen Brechpunkt auf einer doppelstöckigen Fachwerkbrücke hat, die zugleich die Ausziehgleise sowie eine Straße überführt.
In den westlichen Rangierbahnhof kann sowohl von Westen als auch von Osten eingefahren werden, in den östlichen nur von Osten her. Im Gleisdreieck zum westlichen Bahnhofsteil befindet sich ein Bahnbetriebswerk mit zwei Lokschuppen und einer Drehscheibe. 2008 waren in diesem Elektrolokomotiven der Baureihen 470, V43, V46, V63 und zahlreiche Diesellokomotiven hinterstellt. Die Ausfahrgruppe des östlichen Rangierbahnhofes ist an das Gleisbildstellwerk des Personenbahnhofes angebunden und kann bei reduziertem Betrieb von dort ferngesteuert werden, der westliche Rangierbahnhof und der Bahnhofsteil Gubacsi rendező besitzen örtlich bediente Handweichen.

### Betrieb
Die Züge fahren in der Regel in den westlichen Rangierbahnhof ein, wo sie zerlegt und über den Ablaufberg im östlichen Rangierbahnhof sortiert und zusammengesetzt werden. Anschließend werden sie zur Ausfahrt wieder in den westlichen Rangierbahnhof verbracht. Im Rangierbetrieb kommen eine Diesellok der Baureihe M62 sowie zwei der Baureihe M44 zum Einsatz, für das Abdrücken zwei V46. In der Ausfahrgruppe des östlichen Rangierbahnhofes sind jeweils eine weitere M62 und V46 eingesetzt. Für die Beschäftigten verkehrt ein eigener Dienstzug von Rákos über Kőbánya felső nach Ferencváros (Stand: 2008).